# 1995년 3월
| 1995년: 1월 · 2월 · 3월 · 4월 · 5월 · 6월 · 7월 · 8월 · 9월 · 10월 · 11월 · 12월 |

| <       | 1995년 3월 | 1995년 3월 | 1995년 3월 | 1995년 3월 | 1995년 3월  | >       |
| 일      | 월         | 화         | 수         | 목         | 금          | 토      |
|         |            |            | 1 2.1 신묘 | 2 임진     | 3 계사      | 4 갑오  |
| 5 을미  | 6 병신     | 7 정유     | 8 무술     | 9 기해     | 10 경자     | 11 신축 |
| 12 임인 | 13 계묘    | 14 갑진    | 15 을사    | 16 병오    | 17 정미     | 18 무신 |
| 19 기유 | 20 경술    | 21 신해    | 22 임자    | 23 계축    | 24 갑인     | 25 을묘 |
| 26 병진 | 27 정사    | 28 무오    | 29 기미    | 30 경신    | 31 3.1 신유 |         |

| - 3월 7일 - 공병우 편집하기 |

## 1995년3월 30일
- 김종필, 자유민주연합을 창당하다.

## 1995년3월 20일
- 옴진리교가 일본 도쿄 지하철에 사린 가스를 살포하다.(도쿄 지하철 사린 사건) 12명이 사망하였고, 5000여 명이 중독되었다.

## 1995년3월 1일
- 대한민국에서 케이블TV의 본방송이 개시되었다.